# 白夫人

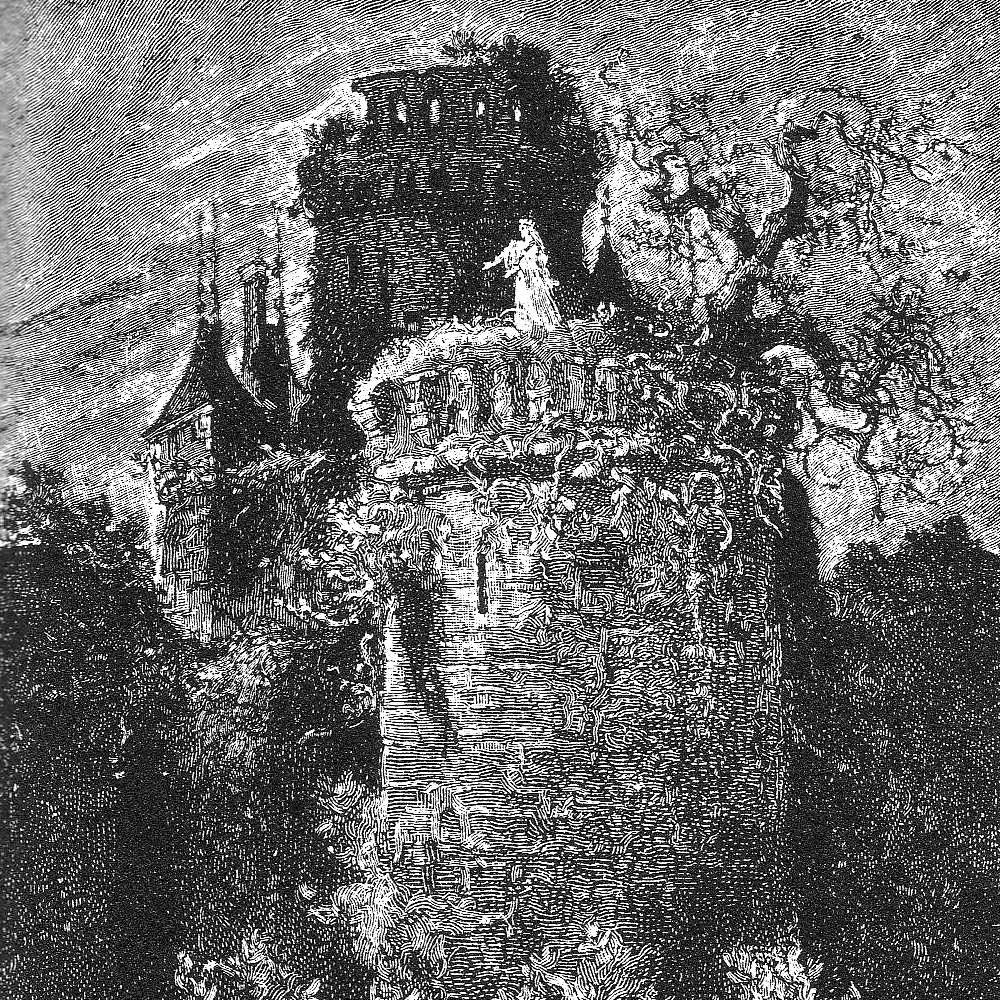
白色貴婦人（朱爾·凡爾納小說插圖）

白色貴婦人（英語：White Lady）是歐洲各地傳說，出現在古城堡或鄉間的身穿白色衣裙的幽靈。

## 概要

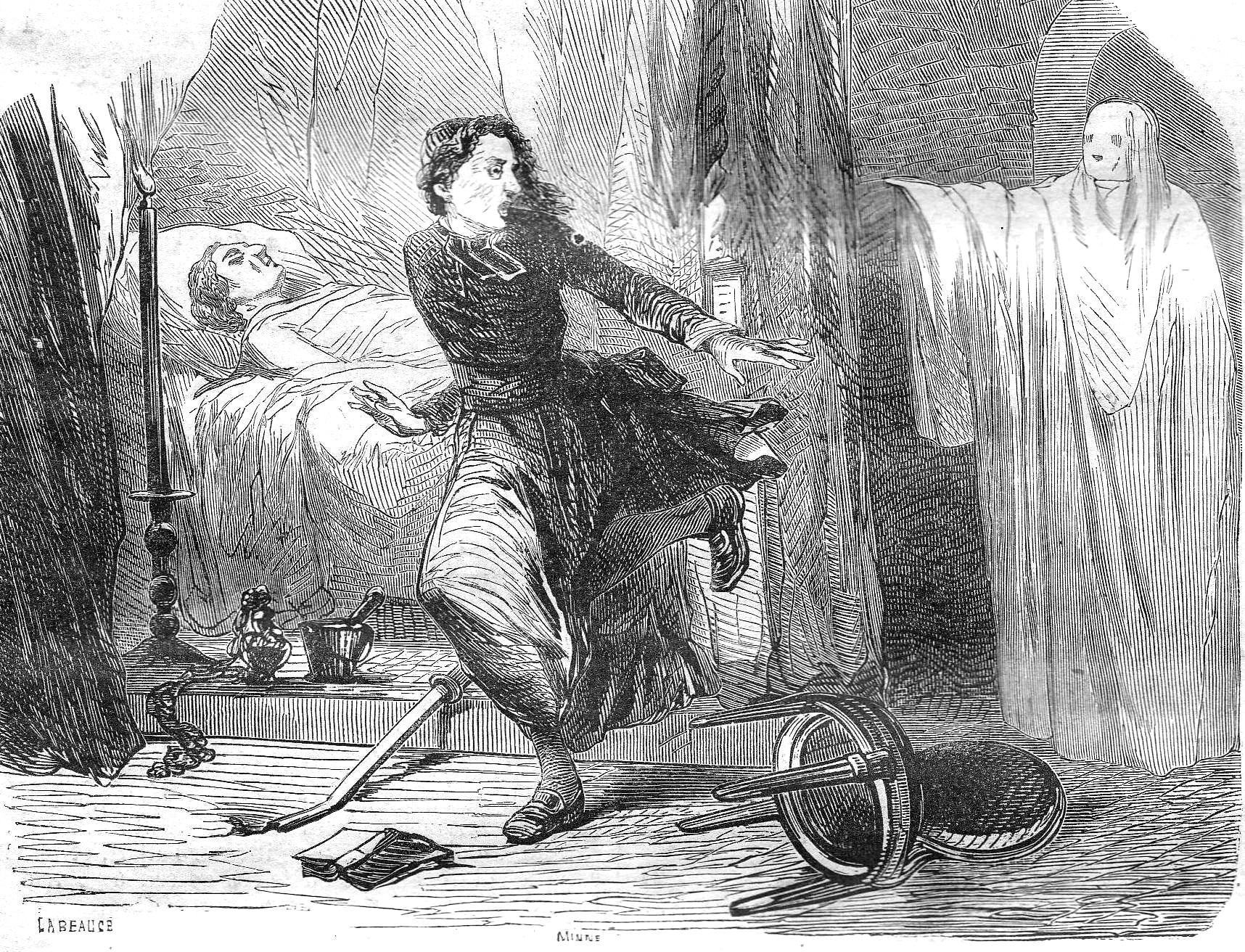
出現在瀕死女子之前的「白色貴婦人」

在歐洲，人們迷信，人將死之際，會有貓頭鷹鳴叫或輕輕敲打門窗的聲音。
據說在某些貴族的家系，家族之中的某人將死之際，城館會出現白衣女子。或是預告王朝的斷絕，也有如同一般的幽靈，在廢城中徘徊者。

## 脚注
1. ↑  . 21 August 2014  [2021-04-27]. （原始内容存档于2018-07-18）.